# Gustaf Horn

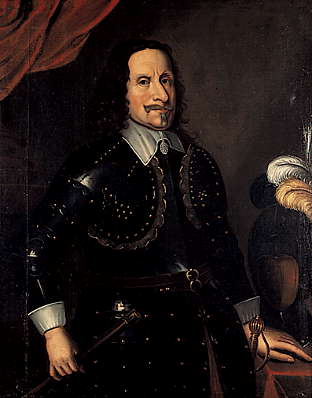
Gustaf Horn.

Gustaf Horn af Björneborg (22 de octubre de 1592-10 de mayo de 1657), conde de Pori, fue un político y militar sueco.
Nacido en el seno de una familia noble sueca (los Horn), fue nombrado Alto Canciller del Reino y miembro del Consejo Real en 1625, mariscal de campo en 1628, Gobernador General de Livonia en 1652 y desde 1653 miembro del Consejo Privado como Riksmarsk. Durante la Guerra de los Treinta Años (1618-1648), contribuyó de forma decisiva actuando como comandante en la victoria sueca en la Batalla de Breitenfeld en 1631. En 1651 fue nombrado conde de Björneborg por la reina Cristina.

## Biografía
Gustaf Horn era el menor de los hijos del mariscal de campo Carl Henriksson Horn y de Agneta von Dellwig. Su padre fue encarcelado en el castillo de Örbyhus tras la derrota contra los rusos.
El joven Gustaf estudió en diversas universidades europeas hasta que tomó parte en la guerra contra Rusia. Estudió ciencias militares bajo la supervisión de Mauricio de Nassau en los Países Bajos.
Tomó parte como coronel en el sitio de Riga de 1621, donde fue gravemente herido. Él fue quien dirigió la conquista de Tartu en Livonia. Junto al barón Johan de La Gardie dirigió la defensa de Livonia contra Polonia en los últimos años de la década de 1620. A la edad de 35 años fue elevado al grado de mariscal de campo por el rey Gustavo Adolfo.
Cuando el rey decidió intervenir en la guerra que había estallado en Alemania (véase fase sueca de la Guerra de los Treinta Años), Horn se convirtió en su hombre más cercano. En la batalla de Breitenfeld de 1631, dirigió el ala izquierda del ejército sueco contra las tropas sajonas, a las cuales hizo huir, para después unirse al contingente central, dirigido por el rey Gustavo Adolfo, para hacer frente a las tropas de Tilly.
Posteriormente Horn dirigió sus tropas a la Franconia Superior (conquistando entre otras Mergentheim, sede de la Orden Teutónica, y el obispado de Bamberg), junto al rey. Horn fue enviado después a dirigir las tropas en Renania, donde ocupó Coblenza y Tréveris, para después continuar hasta Suabia.
Después de la muerte del rey Gustavo Adolfo (1632), tanto Horn como Johan Banér fueron los encargados de dirigir el ejército sueco en Alemania, mientras que su cuñado, Axel Oxenstierna, tomó el mando del gobierno civil.
Cuando Horn intentó combinar sus tropas con las de Bernardo de Sajonia-Weimar, toda la operación falló, y ambos siguieron direcciones distintas.
Después de la muerte de Wallenstein en 1634, Horn conquistó algunas zonas de Suabia. A pesar de todo, fue derrotado y hecho prisionero en la Batalla de Nördlingen, siendo liberado solo en 1642 en un doble intercambio de prisioneros con los imperiales. Horn fue nombrado entonces vicepresidente del departamento de guerra.
Durante la guerra contra Dinamarca (1644), Horn dirigió el ataque contra Escania, conquistando dicha provincia, excepto las ciudades de Malmö y Kristianstad. El asedio de Malmö no dio resultados hasta que el Tratado de Brömsebro finalizó la guerra.
En 1651 fue nombrado conde de Pori, siéndole entregado el castillo de Marienborg. En estos años, Horn sirvió además como gobernador general de Livonia y como presidente del departamento de guerra.
Al estallar la guerra contra Polonia en 1655, fue el encargado de defender Suecia de los ataques polacos.
Gustav Horn fue uno de los comandantes más hábiles del rey Gustavo Adolfo y también un capaz administrador.

## Matrimonios e hijos
- Se casó con Kristina Oxenstierna (1609-1631), hermana del canciller Axel Oxenstierna, en 1628. De este matrimonio nació la condesa Agneta Horn (1629-1672), su heredera, que se casó con el barón Lars Cruus of Gudhem, Señor de Harviala.

- En 1643 contrajo segundas nupcias con Sigrid Bielke (nacida en 1620), con la que tuvo otros dos hijos: la condesa Eva Horn y la condesa Lovisa Horn.